# Tukotuko magellański
Tukotuko magellański, dawniej: tukotuko (Ctenomys magellanicus) – gatunek gryzonia z rodziny tukotukowatych (Ctenomyidae). Występuje w Ameryce Południowej, gdzie odgrywa ważną rolę ekologiczną. Siedliska tukotuko argentyńskiego się na terenach południowych obrzeży Chile i na południu Argentyny. Znaleźć go można na stepach, w lasach i matorralu.
Tukotuko magellański, podobnie jak pozostałe gatunki z rodzaju Ctenomys, prowadzą podziemny tryb życia. Są roślinożercami.

## Podgatunki
Wyróżnia się cztery podgatunki tukotuko:
- Ctenomys magellanicus magellanicus Bennett, 1836
- Ctenomys magellanicus dicki Osgood, 1943
- Ctenomys magellanicus fueginus Philippi, 1880
- Ctenomys magellanicus osgoodi Allen, 1905